# Leonhard Auffhammer
Leonhard Auffhammer (9 de Junho de 1917 - † 3 de Fevereiro de 1943) foi um comandante de U-Boot que serviu na Kriegsmarine durante a Segunda Guerra Mundial.